# Juan Revoredo
Juan C. Revoredo (n. Lima, Perú, 1826 – m. Lima, 6 de marzo de 1903) fue un empresario industrial, financista y político peruano. Fue alcalde de Lima (1890-1893) y primer presidente de la Sociedad Nacional de Industrias (1896-1899).

## Biografía
Sus padres fueron Felipe Santiago Revoredo Rodríguez de Araujo y María De Los Angeles De Las Cruces Toledo. Se casó con Elena Opisso Roig, natural de Tarragona, teniendo 4 hijos: María Mercedes Adelayda, Pedro Felipe, Carlos y Eleazar. Estudió en el Convictorio de San Carlos, que entonces estaba regido por Bartolomé Herrera. Junto con otros jóvenes estudiantes desertó de las aulas para sumarse al movimiento cívico iniciado en Lima por el caudillo civil Domingo Elías, autoproclamado Jefe Supremo y cuya intención era buscar una solución legal a la disputa entre los caudillos militares Manuel Ignacio de Vivanco y Ramón Castilla, en el marco de la guerra civil de 1843-1844. La ciudadanía de Lima se preparó para defender su ciudad ante la amenaza de un ataque de los vivanquistas dirigidos por el general José Rufino Echenique; a este episodio se le conoce como la Semana Magna y duró del 6 a 13 de julio de 1844, aunque el ataque de Echenique no se concretó. La guerra civil se decidió poco después en el sur, cerca de Arequipa, donde Castilla derrotó a Vivanco en la batalla de Carmen Alto.
Acabada su experiencia revolucionaria, Revoredo viajó a España y a otros países europeos. De vuelta en el Perú en 1851, asumió la administración de los bienes familiares, entre ellos un molino, industria en la que prosperó, hasta formar la importante empresa Molinos Santa Clara, Presa y El Medio
Nuevamente incursionó en la política, esta vez para combatir los manejos financieros del gobierno de Echenique, y sumarse a la revolución liberal encabezada por Castilla (1854). Luego promovió la fundación de la Sociedad de Molineros del Perú y la Sociedad de Comerciantes, ejerciendo la presidencia de ambas, importantes asociaciones que en la década de 1870 debieron afrontar la grave crisis fiscal que antecedió a la guerra con Chile.
Al producirse la invasión chilena peleó en la heroica defensa de Lima, como capitán de la primera compañía del escuadrón de caballería. Asimismo, tomó precauciones para asegurar el normal abastecimiento de harina, amenazado por el bloqueo marítimo del enemigo.
Finalizada la guerra, se afilió al Partido Constitucional cuya presidencia ejerció en 1889. Sucesivamente fue elegido para ocupar diversos cargos públicos: concejal del ayuntamiento de Lima (1888), alcalde de Lima (1890-1893) y senador por Lima (1890-1894). Finalizado su período parlamentario, se apartó de la vida política.
Y finalmente, formó parte del grupo de empresarios que fundaron la Sociedad Nacional de Industrias, el 12 de junio de 1896, siendo elegido presidente de su primera junta directiva, cargo que ejerció hasta 1899. Los fines de dicha sociedad fueron la defensa de los intereses de la industria nacional, su difusión en los mercados del mundo y la elevación de la calidad de su producción según estándares internacionales.